# Уайз (Виргиния)
Уайз (англ. Wise) — город и административный центр округа Уайз  в штате Виргиния США. По данным переписи 2020 года, численность населения составляла 2971 человек.

## Население
| 2010 | 2020  |
| ---- | ----- |
| 3286 | ↘2971 |